# 20333 Йоханнгут
20333 Йоханнгут (20333 Johannhuth) — астероїд головного поясу, відкритий 25 квітня 1998 року.
Тіссеранів параметр щодо Юпітера — 3,595.